# لويررفيل (كيبك)
لويررفيل (بالإنجليزية: Laurierville, Quebec)‏ هي بلدية محلية في كيبيك تقع في كندا في L'Érable Regional County Municipality. يقدر عدد سكانها بـ 1,454 نسمة ومساحتها 108.80 كم2 .